# Sköldlöss
Sköldlöss är små insekter i ordningen halvvingar (Hemiptera), vanligen klassificerade som överfamiljen Coccoidea.  Det finns över 7 000 arter av sköldlöss, varav ungefär 90 förekommer i Sverige.
Sköldlöss är alla växtparasiter som livnär sig på sav som de tar direkt från växtens kärlsystem. Sköldlöss varierar dramatiskt i utseende. Vuxna honor kan inte röra sig och sitter fast på den växt de livnär sig på. De utsöndrar ett vaxlikt täcklager för skydd; som en liten sköld.
Sköldlöss livnär sig på ett stort antal växtarter, och många sköldlusarter anses vara skadeinsekter. Det finns vissa arter som tvärtemot är ekonomiskt värdefulla, som Dactylopius coccus och Laccifer lacca. Sköldlössens täcklager fungerar som skydd mot många vanliga insektsmedel, vilka sålunda enbart är effektiva innan skölden utvecklats, det vill säga hos unga ännu rörliga individer. Olika former av kvävande (olje- eller såpbaserade) motmedel är dock funktionella.
Sköldlushonorna bevarar i motsats till de flesta halvvingar sin larvform som könsmogna. Adulta hanar har vingar, men äter aldrig och dör inom en eller två dagar. Fortplantningssystemt varierar stort mellan arterna i gruppen och omfattar båda hermafroditer och sju former av partenogenes (jungfrufödelse).